# Phelipanche graciosa
Phelipanche graciosa är en snyltrotsväxtart som först beskrevs av Philip Barker Webb och Sabin Berthelot, och fick sitt nu gällande namn av Helmut Carlón, G.Gómez, M.Laínz, Moreno Mor.ó.Sá. Phelipanche graciosa ingår i släktet Phelipanche och familjen snyltrotsväxter. Inga underarter finns listade i Catalogue of Life.